# Opponitz
Opponitz  är en  kommun  i Österrike. Den ligger i distriktet Amstetten i förbundslandet Niederösterreich, 120 km väster om huvudstaden Wien. Huvudort är byn Hauslehen.
Kommunen består av sju orter (Ortschaften) (inom parentes invånarantal 1 januari 2024):

- Graben (77)
- Gstadt (54)
- Ofenberg (35)
- Hauslehen (454)
- Schwarzenbach (61)
- Strubb (36)
- Thann (163)